# Kodjo Agbemele
Kodjo Agbemele, de son vrai nom Agbemele Kodjo Numuleo Mokpokpo, est un écrivain et éditeur togolais né en 1987 à Lomé.

## Biographie
Kodjo Agbemele est né en 1987 à Lomé au Togo. Il a obtenu une maîtrise en géographie rurale en 2011 à l'université de Lomé. La même année, il décroche un diplôme en pédagogie de l’histoire et de la géographie dans la même institution. Il s’intéresse aux enjeux sociétés-environnement-aménagement, dans le cadre de l’obtention d’un master en 2014 à l'université de Lomé. Il obtient son doctorat en 2018 au département de géographie à l'université de Lomé.
Kodjo Agbemele est un enseignant, écrivain, blogueur et éditeur.
Il publie son premier ouvrage en 2015. Il anime des ateliers d’écriture dans le cadre de programmes du ministère de la culture et d’autres institutions notamment à l'Association des Écrivains du Togo (AET), aussi bien à Lomé que dans d’autres villes du monde, à Kinshasa par exemple en marge des Jeux de la Francophonie.
Son écriture de perspective lui a permis de monter sur la scène des Nations unies en 2021. Il a représenté le Togo, avec d’autres artistes, aux IXesjeux de la francophonie à Kinshasa (RDC),. Son blog qui aborde des thématiques variées comme le quotidien des Togolais, la vie et la beauté, compte plus d’une centaine d’articles. Membre de l’Association des Blogueurs du Togo (ABT), il a consacré plus d’une trentaine de titres à la littérature togolaise à travers le projet Kaliti. Kodjo Agbemele est également directeur des Éditions AZUR.

## Ouvrages

### Romans
- 2016 : Celles qui n’attendent pas, Roman, Net, Paris ;
- 2019 : Six mois après…, Roman, Agau, Lomé ;

### Nouvelles
- 2018 : Au-delà du fard, Nouvelles, Agau, Lomé[7];

### Poésie
- 2018 : Le temps de grandir, Poésie, Agau, Lomé ;

### Autres
- 2015 : Interface, Récit, Net, Paris/Awoudy, Lomé ;
- 2019 : Comprendre et réussir la Géographie, Guide pratique, Agau, Lomé.

## Ouvrages collectifs
- 2017 : Montagne et ruralité : Poésie, Freix’Art et Patrimoine, Freix-Anglards ;
- 2017 : Best New African Poets (BNAP) 2017 : Poésie, Mwanaka, Harare ;
- 2017 : Jeunes forces poétiques africaines (Anthologie 2) : Poésie, Afrique Espoirs, Cotonou ;
- 2020 : L’Afrique racontée par ses enfants : Poésie, Le Manifeste, Casablanca ;
- 2021 : Mot à maux : Nouvelles, Empreintes, Lomé ;
- 2022 : Empreintes : Nouvelles, Azur, Lomé ;
- 2022 : Reflets : Nouvelles, Azur, Lomé[8] ;
- 2023 : Recueil des IXes Jeux de la Francophonie : Nouvelles, Mabiki, Kinshasa[9] ;
- 2024 : La sixième décennie : anthologie de la poésie togolaise : Poésie, Awoudy, Lomé[10].

## Distinctions
- 2015 : Premier prix Togo dans le cadre de la Journée du manuscrit francophone (JDMF) à Paris.
- 2016 : Premier prix de la journée du Manuscrit francophone dans le cadre de la Journée du manuscrit francophone (JDMF) à Abidjan.
- 2017 : Deuxième prix Slam du concours de poésie Nanterre Poé’Vie, Printemps de Poètes à Nanterre (France) en 2017[6].
- 2021 : Lauréat du prix #UN_75 en 2021 lors de la célébration des 75 ans des Nations-Unies, Le monde que nous voulons en 2045, Nations- Unies, (Lomé)[9].
- 2022 : Lauréat du prix FIHA (Festival International d'Histoire d'Aného)[5].
- 2023 : Finaliste aux IXes Jeux de la Francophonie en 2023 (Kinshasa-RDC[9]).